# Tana museum
Tana museum (nordsamiska: Deanu museum) är ett museum i Polmak i Tana kommun i Finnmark fylke i Norge.

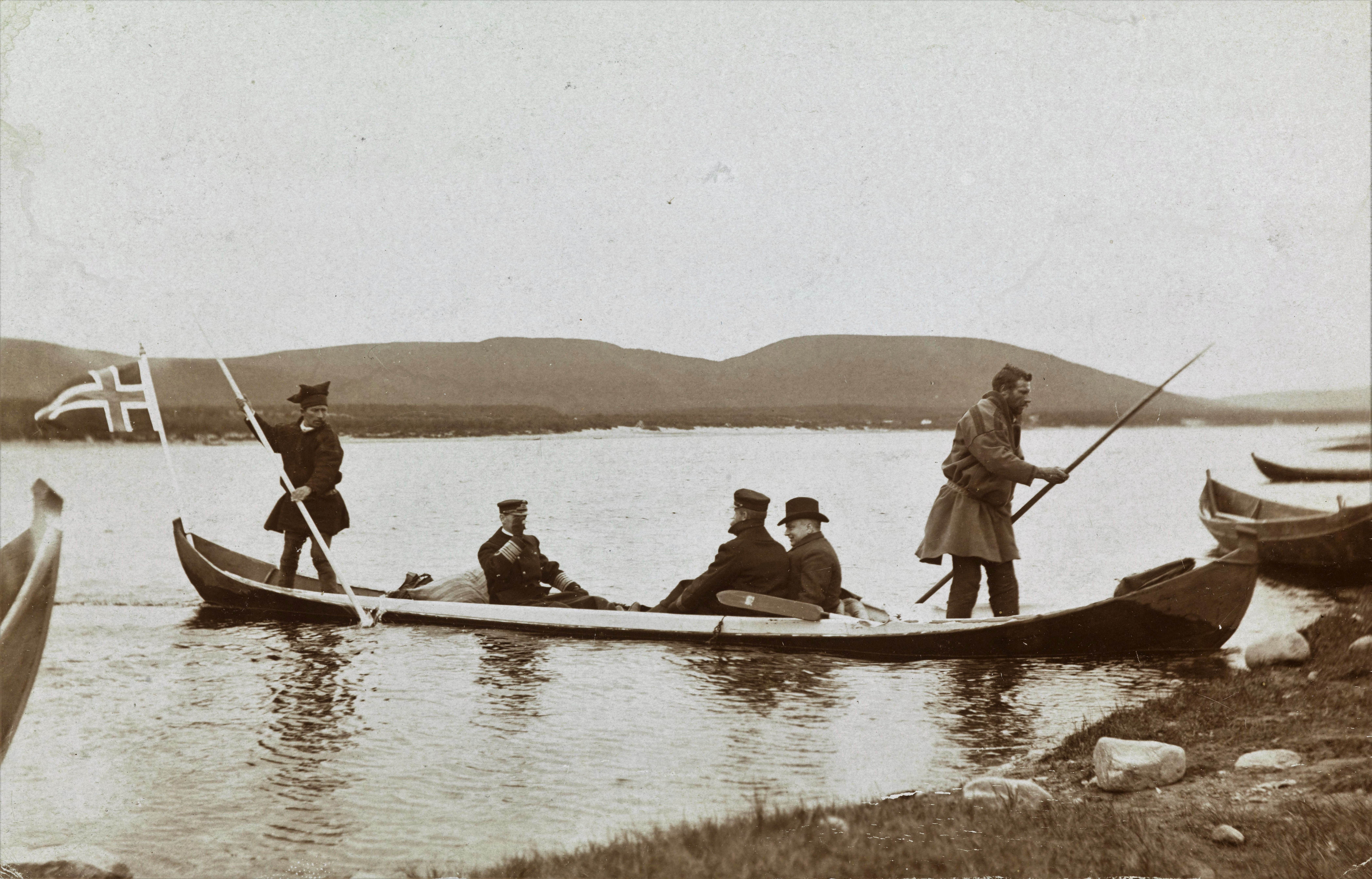
Kung Haakon VII i en samisk båt på Tanaälven under sitt besök i Tana 1907.

Tana museum ligger i före detta Polmak gjestgiveri. Kommunen köpte 1987 denna gård, som också varit Polma fjellstue, för att användas för Tana museum. Utställningen i museet beskriver den flodsamiska kulturen i Tanadalen. Dalen har varit mötesplats för olika etniska grupper (samer, ryssar, finländare och norrmän), vilket speglas i museets samlingar.
Museet skildrar den flodsamiska kulturen och därmed också mångfalden i livsstilar i det samiska samfundet. Den flodsamiska kulturen i Tanadalen har sitt ursprung i ett näringsliv som baseras på en kombination av fiske och jordbruk, det senare inkluderande utmarksbruk. Tana museum belyser det traditionella laxfisket och hur jordbruket var starkt sammanknutet med detta.
I friluftsmuseidelen visas fem traditionella byggnader:
- Ett härbre, ett utedass och ett stall kombinerat med tvättstuga som har hört till Polmak fjellstue
- Masjokhuset, som vittnar om ett finländskt ursprung och byggnadssätt i Tanadalen
- Hormastabburet, en liten lagerbyggnad i form av ett plankskjul ("skjelterskjå" på norska) i traditionellt samisk byggnadsstil
- Laksefiskehytta, byggd omkring 1870 för de högadliga brittiska laxfiskare som kom till Tana för att sportfiska

Museet har också en samling av flodbåtar och två basker i sin båthall. Där finns en färja som används för skolskjutsar för eleverna i sameskolan på andra sidan av Tanaälven ända fram till 1990-talet.